# Lerista vittata
Lerista vittata är en ödleart som beskrevs av Allen E. Greer Keith R. McDonald och Bruce C. Lawrie 1983. Arten ingår i släktet Lerista och familjen skinkar. IUCN kategoriserar arten globalt som starkt hotad. Inga underarter finns listade i Catalogue of Life.
Lerista vittata lever i Queensland i Australien. Exemplar av arten har hittats vid Mount Cooper Station, söder om Charters Towers, och i närheten av Blackbraes National Park.
Lerista vittata trivs i lövhögar och lös jord i lågväxta torra regnskogar.